# ヤマノススメ
『ヤマノススメ』は、しろによる日本の漫画作品。アース・スター エンターテイメント発行の月刊漫画雑誌『コミック アース・スター』にて第6号（2011年9月号）より連載中の、女子高生による登山をテーマとするストーリー漫画である。

## 概要
インドア趣味で高所恐怖症の主人公の少女・あおいが、アウトドア志向の幼馴染・ひなたとの再会をきっかけとして、幼い頃に見た山頂での来光を再び目にするべく、登山に臨む物語である。物語は、主に主人公の視点から描かれる。
登山を趣味とする著者が、自ら登った山を、写真とイラストで紹介した同名の同人誌を原典とする。そうした背景から、単行本の表紙に赤岳（第1巻）の写真が使われたり、本編中にも天覧山（第2話）や高尾山（第7話）などの実在する山や、登山用テント（第1話）・クッキングストーブ（第2話）・コッヘルとフリーズドライ食品（第3話）といった登山用品、登山用語などが随所に登場し、解説される。イラストレーターとして知られる著者にとって最初の商業連載漫画作品であり、公式サイトなどでは「ゆるふわアウトドアコミック」と称される。この漫画の話数表記は一貫して「x合目」（xは漢数字）で表され、コミック アース・スターONLINE内の公式サイトでは、第1話を試読できる。発行部数などは明らかでないものの、2012年6月12日に発売された単行本第1巻は、発売翌日にして早くも増刷を決める売れ行きとなり、2024年8月時点でシリーズ累計発行部数は100万部を突破している。また、ねとらぼ（アイティメディア）では「[コミック・アース・スター出張連載]」として一合目を常時公開、二合目以降を順次公開している。
作品の主な舞台は埼玉県飯能市であり、アニメ版では登場人物が通う学校が同市に存在する聖望学園であるなど、実在する建物や風景が複数登場する。また後述のように飯能市を中心にイベント等も行われている。
2013年1月から3月までテレビアニメが放送され、その後2022年まで合計4期が制作されている。

## あらすじ
1巻
高校生になったばかりのある日、人付き合いの苦手な少女・雪村あおいは、同級生の倉上ひなたから、「一緒に山へ登ろう」と誘われた。人見知りなあおいはかつてのトラウマより何かと断ろうとするが、ひなたの勢いに引きずられ、彼女の家へと連れて行かれた。
放埒なひなたに内心抗議するあおいだが、その後テントに入り、彼女から邂逅を喜ぶが故の振る舞いだったと聞く。そんな中、テントから見た美しい夕陽が、幼い頃、ひなたと山に登り美麗たる景色に魅せられ彼女と交わした約束をフラッシュバックさせ、自然とあおいは「高くない山ならば行ってもいい」と口にしていた。ひなたと山へ行くことを承知したものの、一抹の不安があおいには残っていた。そんな彼女にと、ひなたが選んだ標高197mの天覧山に登ったあおいは、ひなたと登山に対する見方を変えた。ある日、二人は学校からの帰りに登山用品店を見つけ、そこでのできごとから斎藤楓と友達になった。
やがて高尾山に登ることを計画し、登る準備として、登山用ザックをひなたと買いに行く。そして迎えた当日、あおいはひなたと高尾山登山を楽しみ、頂上で半ば強引ながら自分のことも考えてくれたひなたへお礼を渡すこともできた。下山途中で2人は、靴を傷めて困っている少女青羽ここなに出会う。モモンガを探して昼の山に来たという天然気味の彼女を伴って3人で登山口まで来たあおいは、最後にリスを見て微笑むここなの姿に、喜びを覚えるのだった。
2巻
4人は楓の誘いでクライミングジムに向かう。最初は怖さから見ているだけだったあおいだが、次第に自分でもできるかもしれないと思い始めるようになる。そして壁を登る楽しさと、人や物を信頼することを知る。
高尾山から見た富士山が忘れられないと言うあおいの言葉を聞き、ひなたたち3人はあおいへのサプライズを考える。富士山が近くで見える山として3人が選んだのは三つ峠山だった。駅を降りてすぐあおいはそのことに気づくが、ひなた達のサプライズのことを考え心にしまう。その後本格的な登山に苦しさを覚えるあおいだったが、楓の助けを借りて登りきり、富士山を間近で眺める。そして、山に登るというのはどういうことかに気づき、同時に下山の辛さも知る。
山を降りたあと、あおいは飯能河原に誘われる。内向きなあおいだったが、4人で食事を食べ、ひなたと水遊びを楽しんだ。
3巻
ついに富士山への挑戦を決めたあおいだが、母の猛反対にあう。しかし父の言葉とあおいの説得に納得し、母はあおいに防寒用のジャンパーを貸す。そして富士山に登り始めるが、八合目で高山病にかかり、楓の説得で断念する。ひなたとここなは頂上へ向かい、ご来光を眺める。その後下山したあおいは無気力になったが、再び天覧山に登ってひなたと出会い、山に登る意義を見出したのだった。
4巻
あおいとひなたはあおいの母、恵を連れて霧ヶ峰に出かける。車山の山頂で2人は2人の「思い出の山」が谷川岳であることを聞く。その後、ここなは誕生日プレゼントとして母から登山靴をもらう。4人は楓を先導として谷川岳に登り、あおいは人付き合いを避けているように見える黒崎ほのかと出会い、友達になる。翌日、あおいとひなたは山小屋から朝日を眺める。
5巻
谷川岳から帰ってから、楓の友人、笹原ゆうかと楓、あおいの3人でゆうかの気分転換のために棒の嶺に登る。一方ひなたとここなは、ほのかとの約束で来られないあおいやアルバイトが忙しい楓がいない中2人で赤城山に登る。あおいはほのかから星空を見に行く誘いを受けるが、資金不足でテントが買えないことから洋菓子店「すすき」でアルバイトを行う。そこであおいは女子大生小野塚ひかりと会う。夏休みも終わりが近づき、ほのか、あおい、ひなた、ここなの4人は木曽駒ヶ岳に向かう。
6巻
木曽駒ヶ岳であおいらはテントに泊まる。山を下りたあと、あおいはバイト代の使い道を考える。そのうち2学期が始まり、あおいは友達を作ろうと考えカラオケに行く。そしてあおいが登山をしていることを聞きつけた千手院小春から登山部に誘われるが、登山部の活動は自分のやりたい登山ではなかったため、誘いを断る。その後あおいは富士山への再挑戦を決める。
7巻
富士山へのリベンジを決めたあおいは登山靴を選ぶ。次に登山できるのは来年の夏と言われたあおいは体力づくりのため飯能アルプスを一人で歩き、天覚山でここなに出会う。さらに小春に誘われてトレイルランに挑戦する。その後瑞牆山に登るときあおいが遅刻し、ひなたと軋轢が生じることになる。それでも楓とここなの協力で2人は仲直りする。しかし金峰山に登っている途中でひなたがひざの痛みを訴え、あおいとひなたは下山を決意する。
8巻
あおいたちはいつも一人で夕食を食べるここなのためにダッチオーブンを使って食事を作る。そしてあおいたちは小春のすすめで富士山でのトレイルランに挑戦する。一方富士山に雪が積もっていることをほのかに知らせると、ここなと共に陣馬山に登って写真撮影をすることを提案される。あおいはほのかから写真撮影の技術を学ぶ。またひなたにそそのかされあおいは関八州見晴台でコーヒーを飲むことに挑戦する。
9巻
あおいは父の勤め先である滋賀に行くことになる。父と賤ヶ岳に登ったあと楓や母と合流し伊吹山に登るが、登山に不慣れな家族を置いてきぼりにしてしまう。しかし楓の助言で初心者とともに登れるようになった。
ほのかの誘いであおいとひなたは荒船山に登ることになる。ほのかの兄が一緒に来ることになったが、登山口で3人と別れ車に残る。ほのかは今までひなたと話したことはあまりなかったが、兄に似ていることに気づき、話せるようになった。
クリスマス、あおいはひなたの家でみんなを集めてクリスマスパーティーを開くことを提案するが、当日急にバイトが入り行けなくなってしまう。その間他のメンバーはひなたの家でパエリアを作り、その後、あおいが合流する。
あおいたちは初日の出を天覧山で見ようとするが、混雑を避けるため近くの日和田山に登る。ひなたは富士山でのご来光を思い出していた。
あおい、ひなた、ほのかはスノーシューを使って小春の誘いで冬の赤城山に登る。
10巻
あおいはクラスメイトとともに高尾山に初詣に行く。そこで中学の時のクラスメイトだったかすみがあおいの中学時代についてひなた達に話す。
あおいは彼氏にフられたひかりと天覧山に登り、酔ったひかりに絡まれることになる。
あおい、ほのか、楓はアイゼンをつけて冬の唐松岳に挑戦する。猛吹雪に耐え、美しい朝日を見るが、頂上に着く前に断念する。
正月の余った餅を消費するため、あおい、ひなた、ここなは河原でネイチャーストーブを使って餅を焼いて食べる。
あおいとひなたは恵のすすめで名栗の民宿に行くが、乗り気でなかったあおいはなかなか打ち解けられない。そんな中民宿の主人は、あおい達にウノタワへ行くことをすすめる。温かいおもてなしを受けたあおいは、自分にできることで相手の喜びそうなことがないか考える。
あおい、ひなた、ここなとほのかはバレンタインに御岳山に行く。
あおいとひなたは道具のメンテナンスのためかえでの家に行く。そこで自分が大きなザックを持っていないことを不便に思っていたあおいは大きなザックを買うことを決める。一方楓も自分の進路のことについて考え始めるのだった。
11巻-22巻

## 登場人物
この節では、単行本第15巻収録時点における登場人物、並びにその時点までに明らかな情報を記載する。担当声優は、テレビアニメ版及びOVA『おもいでプレゼント』のもので、必要な場合にその旨補記している。アニメ版声優／舞台版俳優の順に記載。

### 主要人物
雪村あおい（ゆきむら あおい）
声 - 井口裕香、井上麻里奈（ドラマCD版） / 演 - 高橋紗妃
女性。本作の主人公。1998年2月19日生まれ。高校1年生。15歳。血液型はB型。身長152cm、体重43kg、ブラジャーのサイズはAカップ。
灰色っぽく見える細毛の黒髪を、襟足ほどに切りそろえた髪型で、普段は左こめかみ付近に黒い髪飾りを着けている。
小学生の頃に調子に乗ってジャングルジムから落ちて骨折したことで高所恐怖症になり、以来料理・裁縫・読書といった屋内での一人の活動が趣味となった。ひなたと再会するまで山にも恐怖心を抱いていた。
人見知りが激しく、クラスメイトからの誘いも強引な理由をつくって断ってしまう。その一方で、負けん気が強く、ひなたに挑発されて彼女の思惑に乗せられたりもする。時々、他人の「女子力」を気にする一方自身は高い方で、一人遊びの一環で料理の腕も上げていた為、山料理もそつなくこなす。登山については全くの素人だが、ひなたに付き合ううち、自らもインターネットを活用して知識を得るなど、興味を抱きつつある。
トラブルメーカーのひなたに対しては、再会当初はあまり良い印象を持たず、表に出さないまでも抗議したり悪態をついたりしたが、共に過ごすうちに彼女の気配りや社交性を見直している。

倉上ひなた（くらうえ ひなた）
声 - 阿澄佳奈、佐藤聡美（ドラマCD版） / 演 - 柳瀬晴日
女性。あおいとは同学年で幼馴染。11月11日生まれ。高校1年生。15歳。血液型はA型。身長155cm、体重47kg、ブラジャーのサイズはCカップ。
短めの黒髪を両側頭部でまとめたツーサイドアップの髪型が特徴。
あおいとは中学時代は疎遠だったが、高校で偶然再会した。あおいにとってはかつてあまり愉快でなかった友達で、互いに成長して再会した現在も強引にあおいを引っ張りまわしたり、彼女を巧みに挑発して自分の計画に乗せたりするが、一方であおいのことは友達としてとても大切に思っており、時たまケンカもするが思いやりを持って接している。明るく、人に対して物怖じしない性格。大雑把に見えるが周りのことを良く見ており、繊細な一面も併せ持つ。また頭が良く、成績は学年でも上位に位置する。ただし料理は全くできない。
父の影響で登山が大好きだが、経験や知識はまだ初心者。

斎藤楓（さいとう かえで）
声 - 日笠陽子／演 - 大櫛まこ
女性。1月16日生まれ。高校2年生。16歳。血液型はAB型。あおい・ひなたと同じ学校に通う1つ年上の先輩で、山友達。身長164cm、体重50kg、ブラジャーのサイズはGカップ。
登山用品店でシュラフ選びで迷っていたところあおいと出会う。あおいにとってひなた以外での最初の友達で、あおいの良き相談相手でもある。腰丈のロングストレートの黒髪で眼鏡をかけていて、あおいによると「背が高くスタイルも良い、かっこいい」。山登りが趣味で、一人で縦走登山をするなどしている。ただし料理は苦手。登山費用や備品費用はアルバイト代などでやり繰りしている。
山のこと以外の日常にはあまり関心を持っていない。基本面倒臭がりで、特にファッションには無頓着で、自室にいる時はスポーツブラにボクサーパンツ（アニメではスパッツ）という下着姿でいることが多く、外出する時も女の子らしくないラフないでたちが多い。あおいや友人のゆうかからは「スタイルが良いのにもったいない」と言われており、ゆうかに女の子っぽい恰好をさせられたりしている。勉強も本人は本気で取り組まなくてもゆうかが頑張って取れる点数くらいは取れ、本気を出せば学年1ケタ順位というレベルでゆうかも「しっかり成績もいいし」と言うほど（小春曰く「あいつは色々規格外」）だがアニメでは切羽詰まらないと動かないタイプに改変されており、ゆうかに「本気を出してやればできるのにもったいない」と言われている。原作四十七合目/アニメ六・五合目の下着買い出しのきっかけもゆうかに「このままでは干物女まっしぐら」と脅されたためだった（ただし、かえでが買う気になったのはあおいの後押しが直接の切っ掛けである）。
登山に関してはもともと単独行指向だったが、あおいたちと山に登るようになってからは、あおいたちの登山の先生として自身の知識や経験を教える一方、あおいたちのことを気遣うことで自身の登山に対するスタンスも変わってきている。
小春から登山部に誘われているが、「自分のやりたい登山ではない」として断っている。
周囲からスポーツ万能だと思われていたが、アニメ第2期新7合目で吾妻峽川遊びの際、実は金槌だという事を告白した。また、飯能川原での川遊びの際、包丁を使うことを恐れ人参が満足に切れないといった場面がある。
名前の表記は一定しておらず、原作初登場時（1巻四合目）などの各場面やアニメ2期以降のエンディングクレジットでは「斎藤楓」、アニメ1期五合目のあおいの携帯電話の画面では「斉藤楓」、原作4巻のプロフィールやアニメ2期二十一合目の登山届では「斎藤かえで」と表記されている。

青羽ここな（あおば ここな）
声 - 小倉唯／演 - 天音
女性。8月11日生まれ。中学2年生。13歳。血液型はO型。身長144cm、体重38kg、ブラジャーのサイズはAAカップ。あおいたちの山友達。
高尾山でモモンガを探していた（高尾山にいるのはムササビだった）ところ下山途中のあおい達と出会う。両親は共働きのため、家事全般が得意。ウェーブのかかった長い茶色の髪で、前髪の一部を三つ編み状に結っている。あおいによる第一印象は、森ガール。モモンガに限らずかわいいもの、特に動物全般が好き。なかでも馬には目がなく、実際の馬以外にも夢馬（むーま）くん（飯能市のゆるキャラ）やぐんまちゃんといった馬をモチーフとしたゆるキャラも大好き。
華奢な体格だが登山を毎回成功させるほど体力と運動神経はあり、手先も器用。また中学生ながら頭も良く博識で、あおいたちも感心するほどの雑学の知識を披露することも。ただ、時おり妄想にふける癖がある。料理を始め女子力は4人中では最高を誇る。

### 主要人物の友人など
黒崎ほのか（くろさき ほのか）
声 - 東山奈央
女性。6月25日生まれ。中学3年生。14歳。血液型はB型。身長153cmで体重41kg、ブラジャーのサイズはAカップ。群馬県高崎市在住。
谷川岳で登山に来ていたあおいと出会う。趣味は風景写真の撮影。感情表現に乏しく言葉少なで人付き合いが得意ではないが、自分と同じ雰囲気を感じたあおいに声を掛けられて仲良くなる。谷川岳からの下山後もメールであおいと連絡を取り合っており、あおい達と共に登山に行くなどしている。ここなのことを非常によく気に入っている。
黒色のショートヘアで、ボーイッシュな格好を好んでいるため、テレビアニメ第2期では、ひかりにあおいの恋人と勘違いされている。兄を「お兄ちゃん」と呼ぶなど、ややブラコン気味。

笹原ゆうか（ささはら ゆうか）
声 - 牧野由依
女性。5月18日生まれ。高校2年生。16歳。血液型はA型。身長160cmで体重54kg、ブラジャーのサイズはDカップ。
楓の同級生。山登りが好きな楓を心配していたが、触発されて自らも山登りに興味を持つ。気分転換のために山に登りたいと楓に相談し、登山用の服を買いに出かけた際に楓からあおいを紹介され、楓やあおいと共に棒ノ峰に登る。ファッションに無頓着な楓に、あおいと共に選んだ服を強引に着せたりしている。一方で天才肌で勉強さえも自身の上を行く楓との差に悩むこともしばしばある。
テレビアニメ版では、谷川岳への挑戦前に楓が夏休みの宿題を終わらせるための助っ人として呼び、あおいと初めて出会う。楓には厳しく、あおいには優しく教えて2人の宿題を終わらせ、あおいに「教え上手」と評された。

千手院小春（せんじゅいん こはる）
声 - 岩井映美里
女性。12月17日生まれ。高校2年生。16歳。血液型はA型。身長143cm、体重38kg。
あおいたちの高校の登山部部長。あおいを登山部に勧誘する。あおいが入部を断ったあとも、一緒に昼食を食べたりトレイルランニングに誘ったり、昼休みに情報提供したりと親交を深めている。
3年生になってからはかえで、ゆうかとクラスメイトになったこともあり3人で勉強会をやったり息抜きに川に泳ぎに行ったり、時に山に登ったりもし、3人組の中でムードメーカーやメンタルコーチの役割を担っている。ただし授業の成績はゆうかよりも悪い。
テレビアニメでは第3期までは登場せず、第4期から登場する。

みお
声 - 鳴海杏子（一合目） / 七瀬彩夏（『おもいでプレゼント』以降）
あおい達の1年次のクラスメイトで、2年ではひなたとクラスメイトのポニーテールの少女。初登場は原作一合目で、高校生になったあおいに最初に声をかけたのは彼女である。この時は断られたが、その後1年の夏休み明けにあおいを友人のゆり、かすみにひなたも交えてカラオケに誘ったことを切っ掛けにあおいと親しくなった。
活発な性格で人当たりもよく、クラス内では男女を問わず交友を深めており、皆のまとめ役でもある。高校1年の正月にあおい、ひなた、ゆり、かすみと高尾山に初詣に登る際はクラスメイト3人の中で1人だけアウトドアに適した格好を選んでいる。2年次はひなた、ゆりとクラスメイトとなった。
名前は7巻四十九合目が初出。アニメでは『おもいでプレゼント』より名前のあるキャラクターとなっている。

ゆり
声 - 儀武ゆう子（一合目） / 高尾奏音（『おもいでプレゼント』以降）
あおい達の1年次のクラスメイトで、2年ではひなたとクラスメイトの、姫ボブカットの少女。大人しめだが明るい性格。あおい達とカラオケに行った際に一緒にデュエットして親しくなった。
アニメ一合目で原作のかすみに変わる立ち位置におり、みおと一緒に最初にあおいを誘って断られたのは彼女の役割だが、『サードシーズン』以降では原作通りかすみがあおいと中学出身となっている。
原作ではアニメ1期一合目から逆輸入される形で、6巻四十五合目より登場している。名前は10巻六十五合目が初出。アニメでは『おもいでプレゼント』より名前のあるキャラクターとなっている。

竹中かすみ（たけなか かすみ）
声 - 山本亜衣
あおいのクラスメイトで眼鏡を掛けている。初登場はみおと同じく原作一合目からである。中学時代から常にクラスメイトで、人見知りが激しく孤立しがちなあおいのことを親交を持てないながらも気にかけていた。
高校1年の正月にひなた、みお、ゆりを交えて高尾山に登った際にそのことを告白し、晴れて友人となった。2年生に進級した際、あおいの知人関係で唯一継続してクラスメイトとなり、奇しくも隣の席になった。自身の気持ちは隠さず言うタイプ。
原作一合目でみおと共に最初にあおいを誘ったが初期の危惧の通り失敗している。アニメ一合目では彼女の立ち位置にゆりがいる為に登場していない。
名前は10巻六十五合目が初出。苗字はアニメ4期10話で判明。アニメでは『おもいでプレゼント』より登場している。

### 主要人物の家族など
雪村誠（ゆきむら まこと）
声 - 小松史法
あおいの父。出張が多くて家に帰ることは少ないが、趣味人でアウトドアへの関心も持っていることもあり（大学時代には富士山に登った経験もある）帰ったときなどにはあおいと出かけることも多い。一方で高いアウトドアグッズを買って恵に怒られることもしばしばである。また、城址マニアの一面もあり、何度かあおいに山城見物に付き合わせたりしている。
雪村恵（ゆきむら めぐみ）
声 - 久川綾
あおいの母。最初はあおいの登山に難色を示していたが、あおいの説得や霧ヶ峰への登山を機に考えを変えつつある。富士登山用にあおいにダウンジャケットを貸した。
倉上健一（くらうえ けんいち）
声 - 荻野晴朗
ひなたの父。年齢や職業は不明。登山については登山家か趣味の範疇かは不明であるが、相応の経験者である。初心者のひなたやあおいに、山や登山用具について助言する。本名はテレビアニメ第2期のエンディングクレジットで判明した。依然として職業がハッキリしていないが、仕事として有名な登山家への取材に行っている。
倉上舞（くらうえ まい）
声 - 柚木涼香
ひなたの母。普段は仕事の関係で帰りが遅いため、あおいが1年生修了後にようやく再会することになる。黒髪のショートヘアで、非常に活発かつマイペースな性格で、テンションが低めの健一と相殺されてなおひなたレベルになるほど普段のテンションが高い。家族仲は非常に良好である。本名はテレビアニメ第4期公式サイトのSTORYで判明した。
楓の父
子育てに関しては放任主義であり、楓の進路に関してもあまり相談には乗らなかった。
楓が風呂上がりに家の中を裸で歩いていると注意するのは父親なのか母親なのか不明。
ここなの父
原作二百九合目より登場。単身赴任で長期出張に出ている。ここなの誕生日には帰って来られなかった。
青羽麻衣（あおば まい）
声 - 早水リサ
ここなの母。仕事の関係で毎日の帰りが遅いが、ここなの誕生日には比較的早く帰ってきた。プレゼントとして登山靴を用意していた。
夫の出張もあり家を買っておらず、ここなが生まれる前から住んでいるアパートにて二人で暮らしている。

### その他
小野塚ひかり（おのづか ひかり）
声 - 儀武ゆう子
女性。 2月29日生まれ。大学2年生。20歳。血液型はB型。身長156cm、体重50kg。
あおいのバイト先である洋菓子店「すすき」の先輩店員。社交的で面倒見が良く、いつも笑顔を絶やさない。あおいの第一印象は「ギャル」（アニメでは「軽い人」）。
スーさん
声 - 伊丸岡篤
あおいのバイト先である洋菓子店「すすき」の店長。原作では雪村家のお隣さん、アニメでは恵の知り合いで町内会の会長となっている。
黒崎大樹（くろさき たいき）
声 - 伊丸岡篤
ほのかの兄。あおい&ひなたとは原作六十一合目の赤城山登山の際に、かえでとはあおいと共に参加した六十七合目の白馬八方尾根での冬山登山の際にそれぞれあおい達が便乗させてもらう形で知り合っているが、ここなとはまだ面識がない。
一見「チャラい（あおい談）」が線引きは出来る人で、また長年友達の居なかったほのかを心配していたなど（普段はからかうことも多いが）妹想いの兄である。地元愛が強く中古ながら愛車はスバルのレガシィツーリングワゴンである。同じく地元群馬が舞台の「頭文字D」を意識してか、アニメ版では車内でユーロビートを爆音でかけている。
はるか
女性。大樹の恋人。原作百八合目で蓼科山登山の際にあおい&ひなたと知り合う。清楚でかつ非常に人の出来た美人で、また新しい体験を楽しめる性格である。また、ほのかとも親しく普段からほのかの写真を気に入っているようである。
アライ先生
声 - 塩屋翼
アニメからの登場で、あおい達の通う高校の教諭。あおい達の1年生時のクラス担任。
高校のモデルとなった聖望学園に勤務する教諭で、作品ファンの舞台探訪の環境作りに尽力した新井康之がモデルになっている。
古田新平（ふるた しんぺい）
声 - 福島潤
あおいが通う高校の教諭。2年生に進級したあおいとかすみのクラス2年3組の担任。名前はアニメ4期10話で判明。

## 書誌情報

### 単行本
- しろ 『ヤマノススメ』アース・スター エンターテイメント〈Earth star comics〉、既刊26巻（2025年6月12日現在）

| 巻数 | 初版発行日     | 発売日         | ISBN              |
| ---- | -------------- | -------------- | ----------------- |
| 1    | 2012年6月12日  | 2012年6月12日  | 978-4-8030-0343-7 |
| 2    | 2012年12月12日 | 2012年12月12日 | 978-4-8030-0398-7 |
| 3    | 2013年3月12日  | 2013年3月12日  | 978-4-8030-0434-2 |
| 4    | 2013年5月11日  | 2013年5月11日  | 978-4-8030-0469-4 |
| 5    | 2013年10月11日 | 2013年10月12日 | 978-4-8030-0508-0 |
| 6    | 2014年6月12日  | 2014年6月12日  | 978-4-8030-0580-6 |
| 7    | 2014年8月12日  | 2014年8月12日  | 978-4-8030-0596-7 |
| 8    | 2015年2月12日  | 2015年2月12日  | 978-4-8030-0668-1 |
| 9    | 2015年7月10日  | 2015年7月10日  | 978-4-8030-0746-6 |
| 10   | 2015年11月12日 | 2015年11月12日 | 978-4-8030-0812-8 |
| 11   | 2016年3月12日  | 2016年3月12日  | 978-4-8030-0812-8 |
| 12   | 2016年8月12日  | 2016年8月12日  | 978-4-8030-0942-2 |
| 13   | 2017年2月10日  | 2017年2月10日  | 978-4-8030-0995-8 |
| 14   | 2017年8月10日  | 2017年8月10日  | 978-4-8030-1088-6 |
| 15   | 2018年3月12日  | 2018年3月12日  | 978-4-8030-1169-2 |
| 16   | 2018年10月12日 | 2018年10月12日 | 978-4-8030-1234-7 |
| 17   | 2019年3月12日  | 2019年3月12日  | 978-4-8030-1278-1 |
| 18   | 2020年1月10日  | 2020年1月10日  | 978-4-8030-1375-7 |
| 19   | 2020年8月12日  | 2020年8月12日  | 978-4-8030-1438-9 |
| 20   | 2021年4月12日  | 2021年4月12日  | 978-4-8030-1509-6 |
| 21   | 2021年9月12日  | 2021年9月12日  | 978-4-8030-1558-4 |
| 22   | 2022年9月12日  | 2022年9月12日  | 978-4-8030-1689-5 |
| 23   | 2023年4月12日  | 2023年4月12日  | 978-4-8030-1771-7 |
| 24   | 2023年12月13日 | 2023年12月13日 | 978-4-8030-1877-6 |
| 25   | 2024年9月12日  | 2024年9月12日  | 978-4-8030-2006-9 |
| 26   | 2025年6月12日  | 2025年6月12日  | 978-4-8030-2137-0 |

### 関連書籍
- 『ヤマノススメ コミックアンソロジー』（2014年11月12日発売[44]）、ISBN 978-4-8030-0621-6
- 『ヤマノススメの山のススメ』（2015年2月21日発売[45]）、ISBN 978-4-7770-1752-2
- 『コミック アース・スター スペシャル Vol.1 「ヤマノススメ」抱き枕カバー 雪村あおい』（2015年2月28日発売[46]）、ISBN 978-4-1972-0413-7
- 『コミック アース・スター スペシャル Vol.2 「ヤマノススメ」抱き枕カバー 青羽ここな』（2015年2月28日発売[46]）、ISBN 978-4-1972-0414-4
- 『ヤマノススメの山のススメ 2合目』（2018年10月30日発売[47]）、ISBN 978-4-7770-2299-1
- 『ヤマノススメ Next Summit アニメガイド おもいでビヨリ』（2023年2月27日発売[48]）、ISBN 978-4-04-113296-8

## 4コマ版
学研パブリッシングの男性誌『メガミマガジン』にて、2014年8月号から2015年2月号まで、4コマ漫画版の『ヨリミチノススメ』が掲載されていた。これは、2度目のテレビアニメ化にともない掲載されていた、いわゆる「出張版」であった。単行本では9巻の幕間に収録。

## アニメ
第1期が2013年1月から3月まで放送され、その後2022年までにテレビアニメが通算4期、OVAが1作制作されている。

## 舞台
2019年5月10日から12日まで飯能市民会館 小ホールで上演された。脚本・演出は畑雅文が担当。キャストは #登場人物を参照。

## イベント等

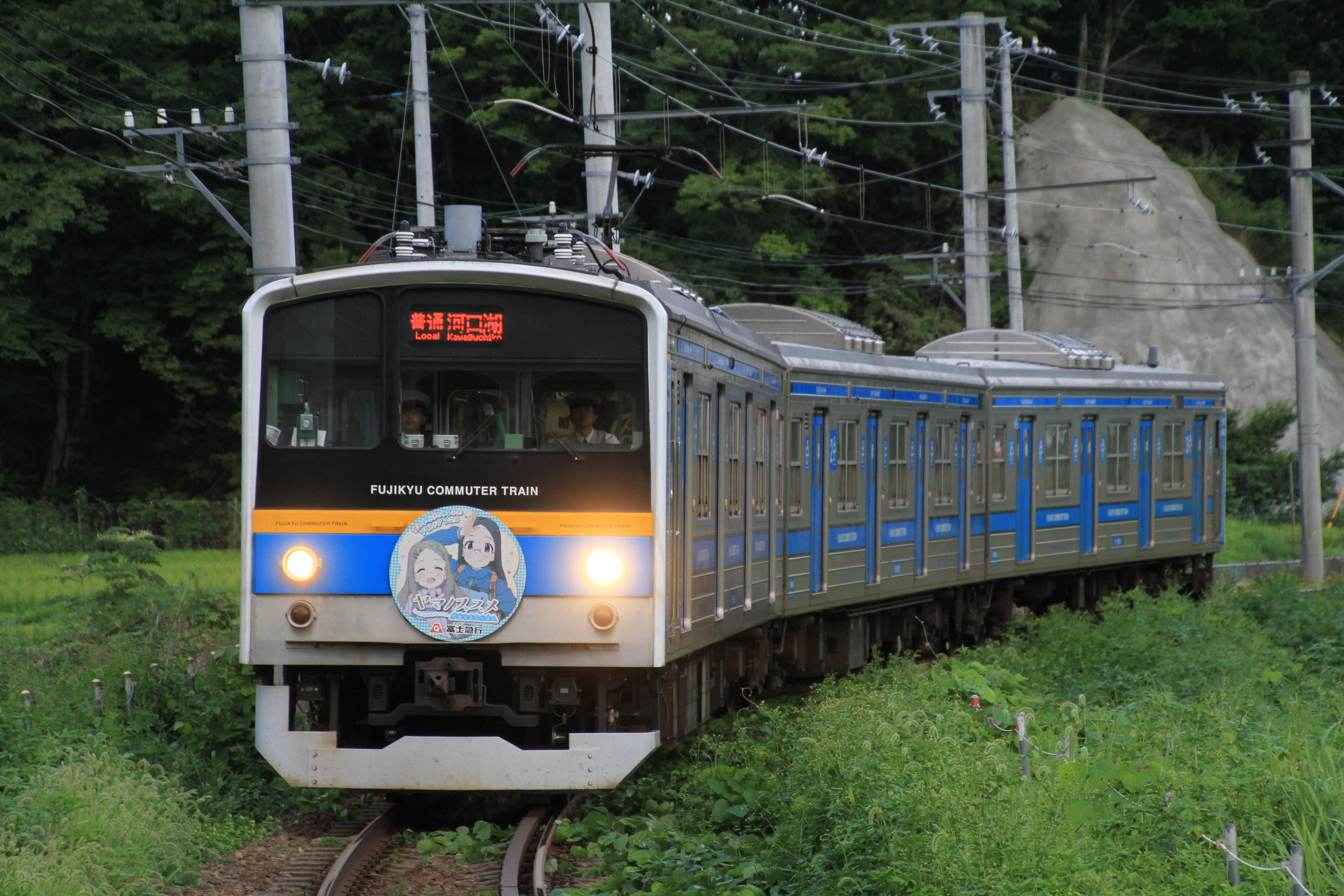
富士急行 ヤマノススメ号

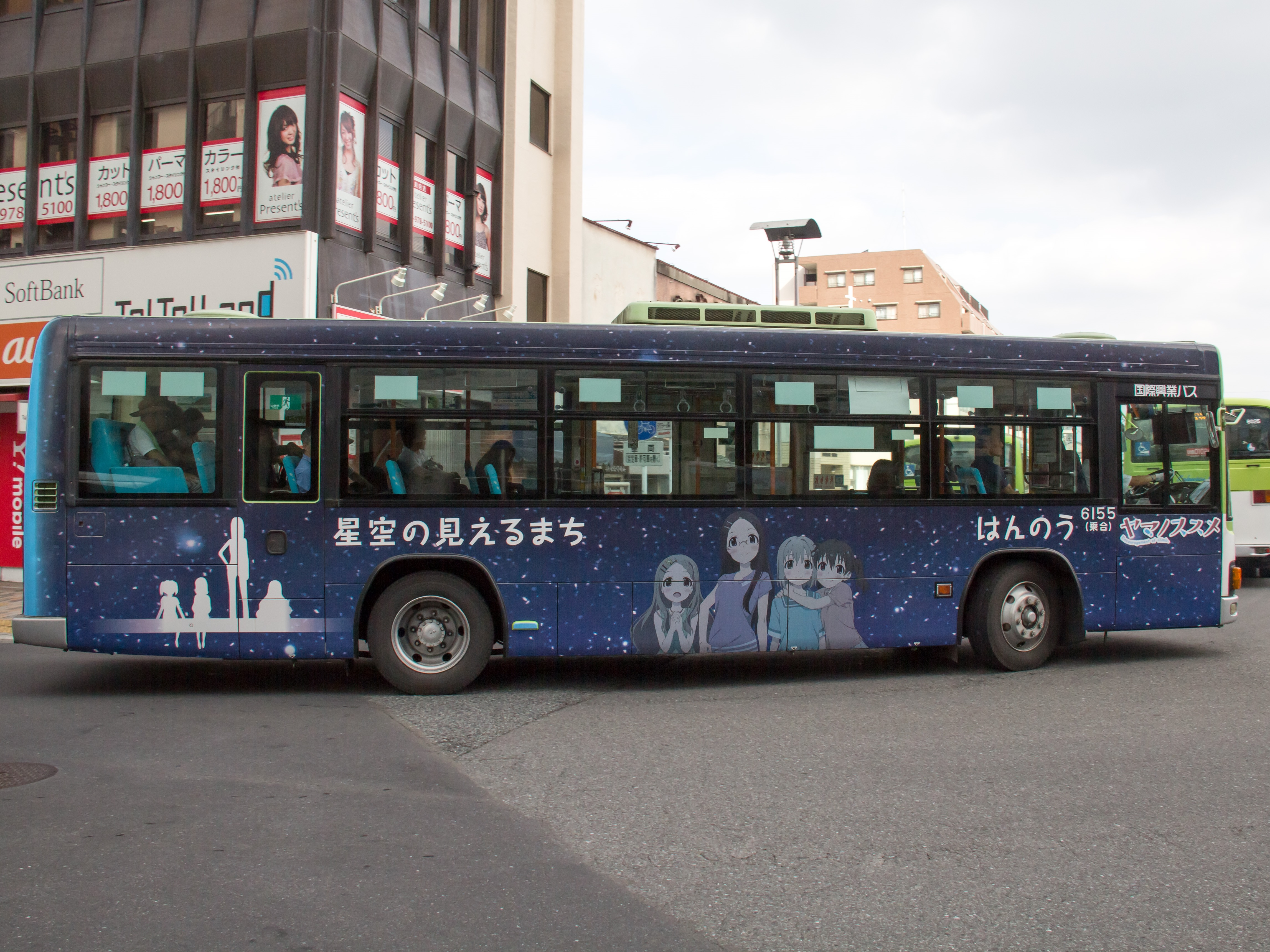
国際興業バス ラッピングバス

舞台となった飯能市では、2013年度から市のイメージアップ戦略の一つとして「アニメを活用した地域振興」（萌えおこし）を始めている。市のイベント会場でブースを設けたりするほか、舞台探訪マップの作成やラッピングバスの運行
、聖地巡礼ツアーやスタンプラリーの実施等を行っている。
また、アニメにも登場した飯能中央地区行政センターには「巡礼ノート」が置かれており、それらによると国内はもとより海外からもファンが訪れているという。
学校のモデルとなった聖望学園がキャラクターの描かれたクリアファイルを作成し、学校説明会で配布しているほか、2014年8月8日から10月5日まで富士急行がコラボレーション列車を走らせて声優による車内アナウンスを実施する（大月→河口湖方面は、ひなた、河口湖→大月方面は、あおい）といったことも行っている。富士急行のこのイベントでは、コラボ乗車券等各種グッズも発売され、アプリ『舞台めぐり』との連動企画で、作品内で取り上げられた富士山や三ツ峠山等に実際に行き、現地で位置登録した参加者にポストカードを三ツ峠駅・河口湖駅で配布、さらに指定された全ての場所をコンプリートした者にはタペストリーも進呈された。
滋賀県近江八幡市の八幡山ロープウェイでも2014年12月28日までゴンドラにラッピングが施され、乗車券に登場キャラ達が描かれた特別柄を発売、さらに富士急行イベント同様、コラボグッズも発売された。
2015年1月1日の始発電車前に運転された臨時列車『天覧山 初日の出号』(みなとみらい線元町・中華街駅→西武池袋線飯能駅、東横線内特急（みなとみらい線含む）・地下鉄線内急行・西武線内準急。使用車両:東急5050系4000番台)および、『みなと横浜 初日の出号』(西武池袋線飯能→みなとみらい線元町・中華街。使用車両:東京メトロ10000系)の両列車の車内で、雪村あおいのスペシャルメッセージが放送された。放送区間は西武池袋線飯能 - 練馬間のみで、西武有楽町線・東京メトロ副都心線・東急東横線・みなとみらい線内及び同日運行された東武東上線森林公園駅始発の便（武蔵小杉始発急行からの延長運転）では未実施。なお、それぞれの電車で放送されたメッセージ内容は異なるものであった。1月1日から1月3日までには、飯能駅改札口付近であおいによる新年の挨拶を含んだ構内放送も行われた上、先着2000名限定でポストカードも配布された。また、飯能駅構内で聖地巡礼スマートフォンアプリ「舞台めぐり」の「ヤマノススメ」でチェックインすると、あおいの期間限定オリジナルボイスが聴ける、「新春聖地巡礼イベント」も実施された。（2016年も実施。）
2016年1月1日には飯能駅北口に隣接する西武飯能ステーションビルの西武スマイルパーク（駐車場）屋上階にて、あおい、ひなた、かえで、ここなの担当声優収録による「初日の出 限定特別放送」が行われ、飯能駅改札口付近では「新春特別放送」が1月7日まで行われた。
さらに西武鉄道では、『特急ヤマノススメ号』が2014年7月12日（一号：池袋駅 - 西武球場前駅間）と2015年4月19日（二号：池袋 - 飯能間）と2017年11月11日（キャンプフェスタ号：池袋 - 正丸間）に運行され、ラジオ番組『ヤマノススメ ラジオノススメ』の車内限定の特別版が放送された。

## 同人誌版
コミック アース・スターにて連載されるより前に発行された、登山写真と女の子のイラストを掲載した同人誌である。漫画のヤマノススメの原型となった。